# عظم زورقي زائد
يوجد عظم إضافي زائد في القدم وقد ينمو أحيانا بشكل غير طبيعي في مقدمة الكاحل ممتداً إلى داخل القدم.
وقد يظهر العظم الزورقي الزائد عند 2-21% من عامة الناس بدون ظهور أي أعراض لديهم، ولكن عند ظهور أعراض ألم فمن الضروري أن يكون هناك تدخل جراحي.
قد يسبب العظم الزورقي الزائد شد مستمر وإجهاد على الوتر الظنبوبي الخلفي والذي قد يتطور ليصبح ألم مزمن مسبباً تمزق الوتر أو تشوه القدم المسطحة الثانوي وعندما تحدث هذه الحالة عادة تعرف بـ(متلازمة العظم الزورقي الزائد).
بعض الحالات والتي تعتبر أعراضها محاكية لـ العظم الزورقي الزائد تتضمن (التهاب اللفافة الأخمصية، وورم إبهام القدم، ومسمار القدم).

## التصنيفات
قامت مجموعة قيست بتصنيف العظام الزورقية الزائدة إلى ثلاث أقسام:
النوع الأول: العظم الظنبوبي الظاهر وطوله 2-3 ملم، سمسماني الشكل ويوجد في أقصى الوتر الظنبوبي الخلفي، وغالباً لا يسبب ألم.
النوع الثاني: وهي عظمة صغيرة مثلثة الشكل أو قلبية الشكل وطولها يصل لـ 12 ملم والتي تمثل مركز التعظم الثاني المرتبطة بـ أحدوبة العظم الزورقي عن طريق طبقة الغضاريف الليفية بسُمك 1-2 ملم أو غضروف زجاجي. أحياناً تتداخل أجزاء الوتر الظنبوبي الخلفي في العُظيمة الزائدة مما يسبب خلل وظيفي، ينتج عنه أعراض مرضية.
النوع الثالث: يمثل العظم الزورقي القرني أحدوبة زورقية متضخمة، والذي قد يدل على وجود عظم زائد من النوع الثاني مصحوباً بأعراض من حين لآخر مسبباً تورم.

## التشخيص
عادةً عند تشخيص متلازمة العظم الزورقي الزائد يسأل جراح القدم والكاحل عن الأعراض ويقوم بفحص القدم، للتأكد من وجود تهيج جلدي أو تورم. قد يقوم الطبيب بالضغط على البروز العظمي لتحديد منطقة الألم وأيضاً يقوم بتقييم هيكل القدم، وقوة العضلة، وحركة المفصل، وطريقة مشي المريض.
غالباً تُطلب الأشعة لتأكيد التشخيص ولكن عند وجود ألم مستمر أو التهاب سيظهر في أشعة الرنين المغناطيسي أو أي أجهزة التصوير المتقدمة التي تستخدم لتقييم الحالة.

## العلاج
بغض النظر عن العملية، هناك عدة خيارات للتعامل مع العظم الزورقي الزائد والذي يتضمن التثبيت، والثلج، والأدوية، والعلاج الطبيعي، وأجهزة تقويم العظام. يتضمن التثبيت وضع القدم في الجبيرة أو حذاء المشي القابل للنزع، وهذا يخفف من الضغوطات على القدم ويقلل من الالتهاب. يساعد الثلج على تقليل التورم والالتهاب. يشمل العلاج بالأدوية استخدام الأدوية المضادة للالتهاب الخالية من مادة الستيرويد، أو يؤخذ الستيرويد عن طريق الفم أو الحقن للتقليل من الالتهاب. قد تُحدد جلسات العلاج الطبيعي لتقوية العضلات وأيضاً تساعد جلسات العلاج الطبيعي في منع عودة الأعراض مرة أخرى. يمكن أن تساعد أجهزة تقويم العظام (أجهزة دعامات التقوس التي تتلاءم مع الحذاء) في منع ظهور أي أعراض مستقبلاً. لكنها قد تسبب حفر في طرف العظم الزورقي الزائد والذي يسبب شعور بعدم الراحة. لهذ السبب أجهزة تقويم العظام المخصصة للمريض يجب أن تُصنع بعناية.  

## صور بالأشعة

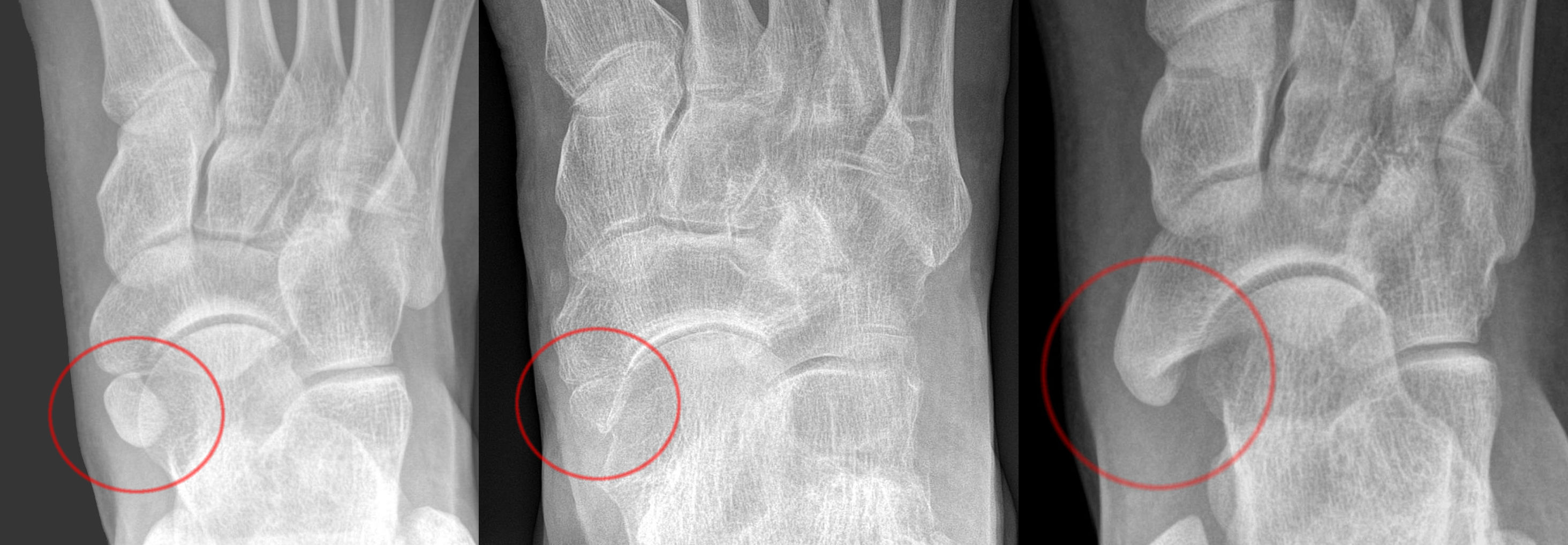
من اليسار إلى اليمين النوع الأول والثاني والثالث
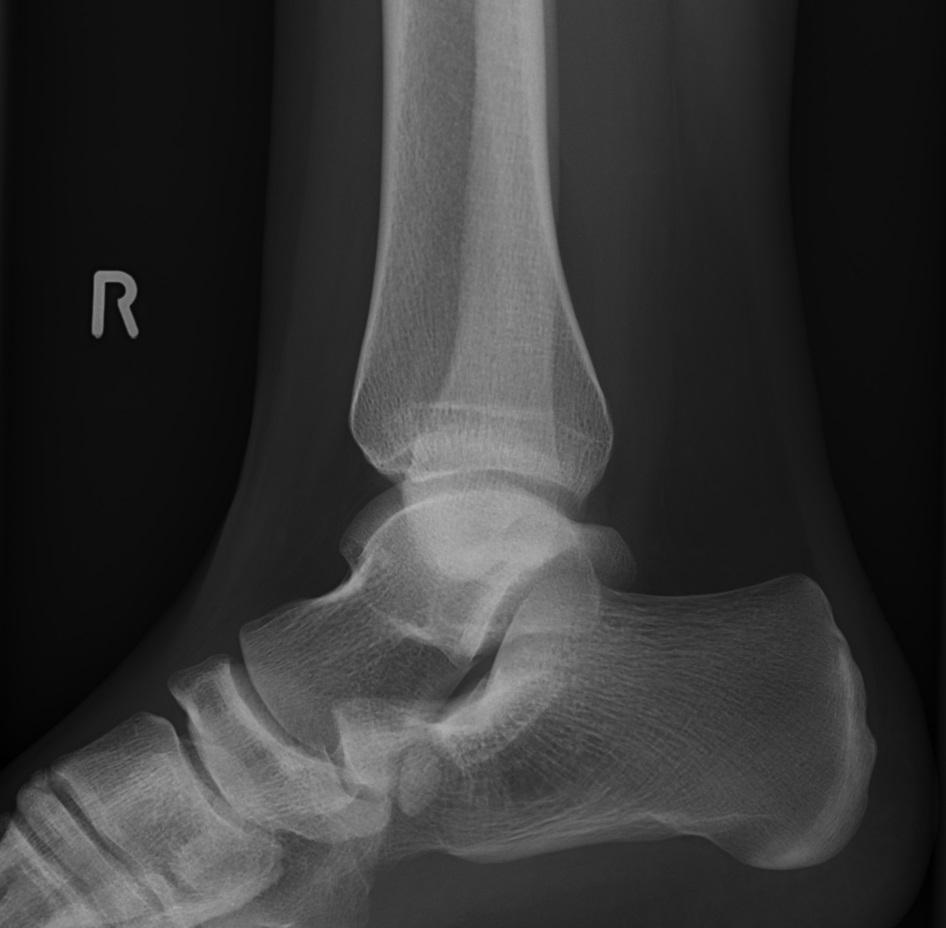
صورة أشعة جانبية للنوع 2
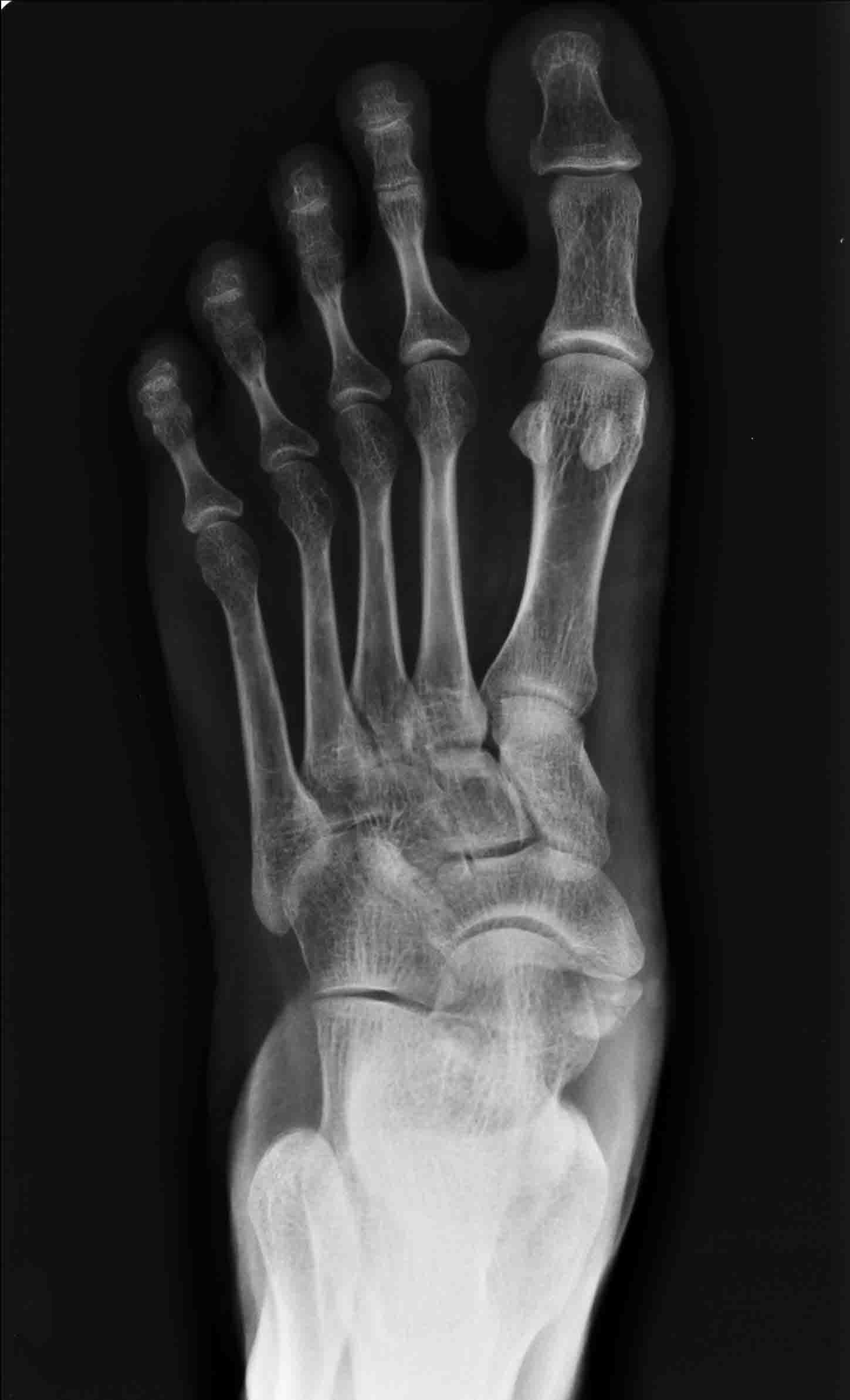
النوع 2
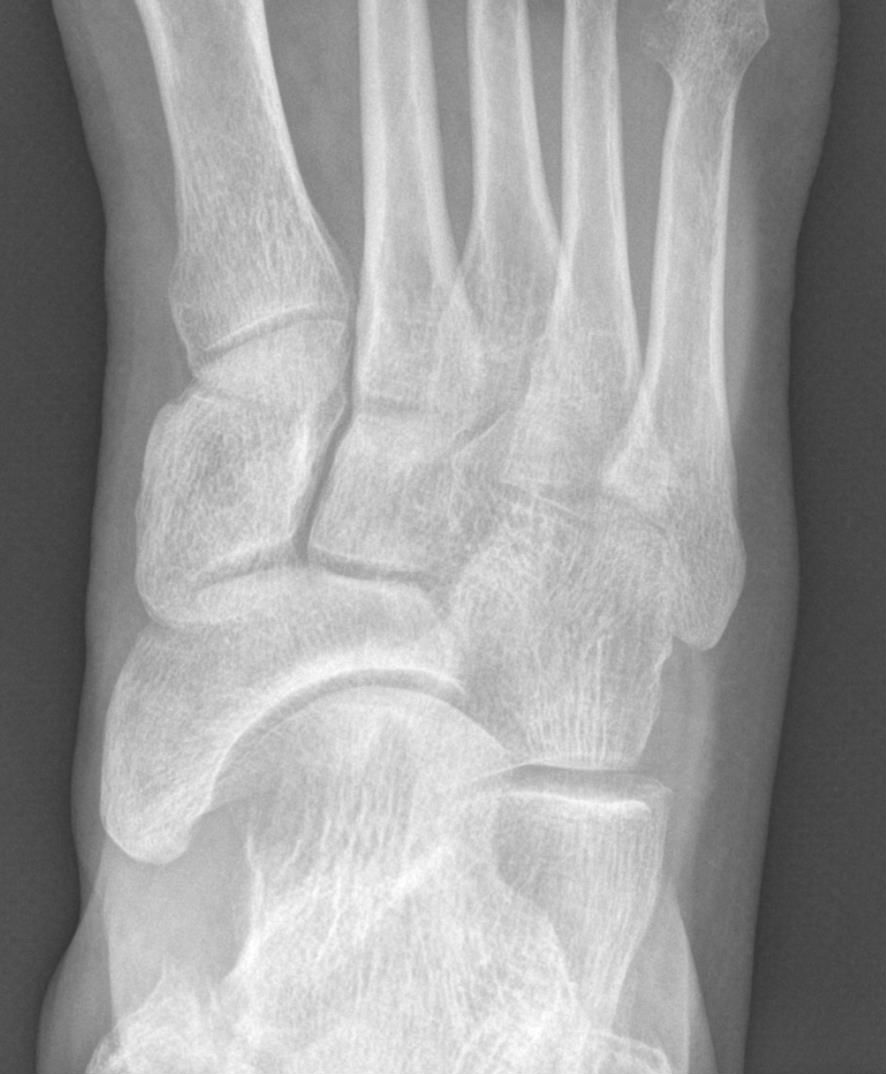
أحدوبة العظم الزورقي
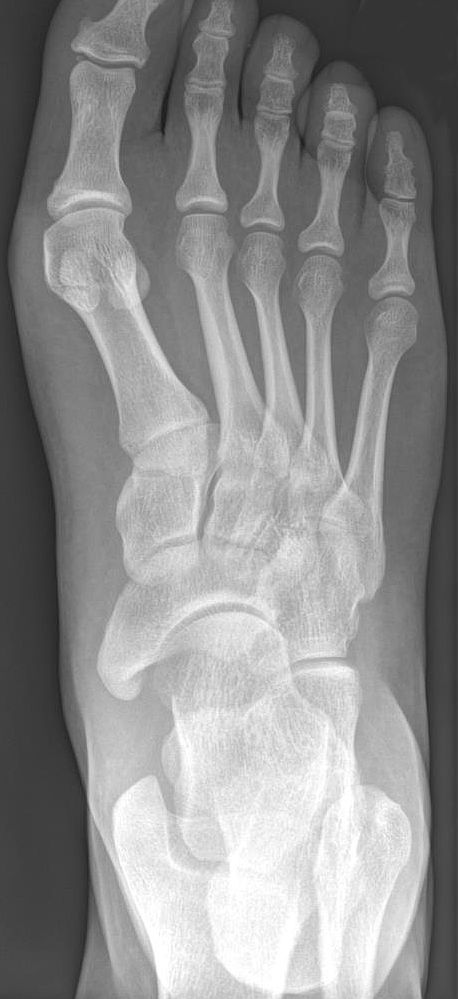
احدوبة العظم الزورقي
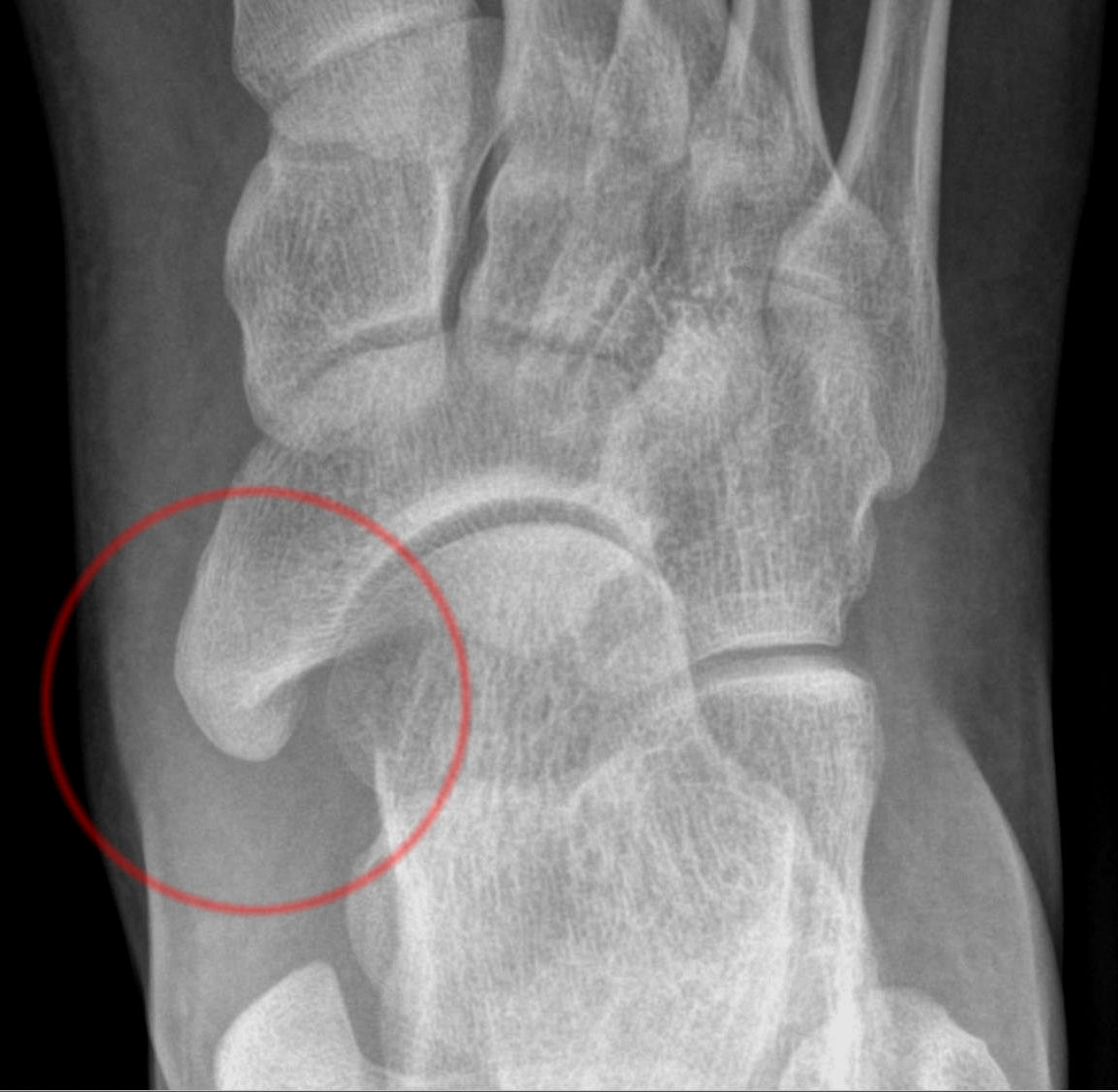
أحدوبة العظم الزورقي
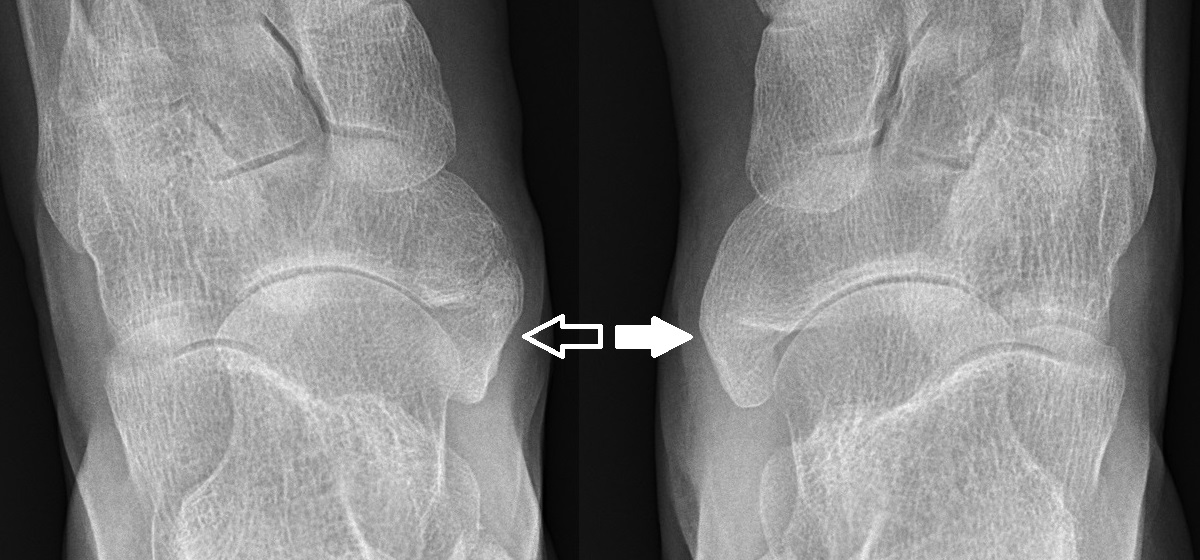
يُشار إلى النوع 2 بالسهم الغامق، ويُشار إلى النوع 3 بالسهم الأبيض